# Ковбоям всегда мало (сериал)
«Ковбо́ям всегда́ ма́ло» – канадский телевизионный драматический сериал, выходивший на канале CBC с 1998 по 2000 годах. Действие сериала, происходят в 1940-х годах, сериал основан на мемуарах писателя и владельца ранчо Ричмонда П. Хобсона-младшего сериал разворачивается на ранчо в сельской местности на севере Британской Колумбии.
Сериал начался с пилотного телевизионного фильма 1998 года режиссера Кари Скогланда, в котором снялись Чад Уиллетт в роли Хобсона, Сара Чалке в роли его девушки и впоследствии жены Глория Макинтош, и Тед Атертон в роли его друзей и делового партнера Панхендла Филлипса, а также Закари Беннетт, Робин Брюле и Райан Гослинг в ролях второго плана. В феврале 1999 года состоялась премьера еженедельного сериала, в котором Янник Биссон заменил Уиллетта в роли Хобсона, а Чалк и Атертон продолжили играть те же роли. Зимой и весной 1999 года в эфир вышло девять эпизодов; хотя было снято тринадцать, весной расписание программ телеканала было сбито из-за забастовки технических специалистов, в результате чего сезон закончился раньше запланированного срока.
Сериал был продлен на второй сезон, и с октября 1999 по февраль 2000 года в эфир вышло семнадцать серий, включая четыре оставшихся эпизода первого сезона и тринадцать новых эпизодов. Поначалу рейтинги второго сезона значительно упали по сравнению с первым,  в ответ на это CBC выделил один эпизод для специального показа в воскресный вечер в прайм-тайм для семейного просмотра; специальный показ удвоил рейтинги предыдущих эпизодов сезона, и рейтинги сериала значительно выросли в обычном тайм-слоте до конца сезона.
Сериал решили не продлевать на третий сезон.

## Сюжет
Фильм начинается с того, что молодая пара — Ричард Стоун (Райан Гослинг) и Флоренс «Флори» Стоун (Сара Чок) — прибывает на ферму в Канадском Северном западе. Ферма принадлежит Моргану, другу Ричарда, который уходит на фронт Второй мировой войны. Ричард и Флори знают мало о фермерской работе, но им предстоит управлять фермой в его отсутствие.
Ричард и Флори сталкиваются с трудностями адаптации к суровым условиям Северного запада. Они пытаются освоить фермерские навыки, такие как строительство и ремонт, а также взаимодействие с местными жителями, включая индейцев и других фермеров.
В течение времени Ричард и Флори сталкиваются с противостоянием природным силам. Они борются с погодными аномалиями, животными и другими фермерскими вызовами. Однако их решимость и настойчивость помогают им преодолевать трудности.
В ходе их приключений Ричард и Флори развивают глубокие чувства друг к другу. Они поддерживают и вдохновляют друг друга, преодолевая трудности и строя свою жизнь вместе.
Со временем Морган возвращается с фронта. Ричард и Флори успешно управляли фермой в его отсутствие, и он гордится ими. Однако Морган привозит с собой новости, которые меняют судьбу фермы.
Фильм завершается тем, как Ричард и Флори преодолевают последние преграды и продолжают строить свою жизнь на ферме. Они растут как личности, находят свою судьбу и подтверждают свою любовь друг к другу.

## Главные роли
- Чад Виллетт
- Тед Атертон
- Фалконер Абрахам
- Захари Беннетт
- Майрон Беннетт
- Райан Гослинг
- Дэн МакДональд
- Джон Уитэйкер
- Сара Чок
- Робин Брюле[1].

## Награды и номинации
| Год  | Награда          | Категория                                                     | Номинант (ы)                                                      | Результат | Примечания |
| ---- | ---------------- | ------------------------------------------------------------- | ----------------------------------------------------------------- | --------- | ---------- |
| 1998 | Премия «Джемини» | Лучшая фотография в драматической программе или сериале       | Дэнни Новак                                                       | Номинация | [ 2 ]      |
| 1999 | Премия «Джемини» | Лучший дизайн костюмов                                        | Лоррейн Карсон                                                    | Номинация | [ 3 ]      |
| 1999 | Премия «Джемини» | Лучшая женская роль в драматическом сериале                   | Сара Стрейндж                                                     | Номинация | [ 3 ]      |
| 1999 | Премия «Лео»     | Лучшая женская роль в драматическом сериале                   | Сара Чок                                                          | Номинация | [ 4 ]      |
| 1999 | Премия «Лео»     | Лучший дизайн в драматическом сериале                         | Пол Джоял                                                         | Номинация | [ 4 ]      |
| 1999 | Премия «Лео»     | Лучший монтаж фильма в драматическом сериале                  | Лара Мазур                                                        | Номинация | [ 4 ]      |
| 1999 | Премия «Лео»     | Лучшая операторская работа в драматическом сериале            | Генри М. Лебо                                                     | Номинация | [ 4 ]      |
| 1999 | Премия «Лео»     | Лучшая режиссура в драматическом сериале                      | Джеймс Хэд                                                        | Номинация | [ 4 ]      |
| 1999 | Премия «Лео»     | Лучший драматический сериал                                   | Огден Гавански                                                    | Номинация | [ 4 ]      |
| 2000 | Премия «Лео»     | Лучший звук в драматическом сериале                           | Меган Гудсуорд, Кирби Джинна, Дэйв Куп, Иэн Паттисон, Сина Орумчи | Номинация | [ 4 ]      |
| 2000 | Премия «Лео»     | Лучший монтаж в драматическом сериале                         | Майкл Джон Бейтмен                                                | Номинация | [ 4 ]      |
| 2000 | Премия «Джемини» | Лучшая женская роль в продолжении главной драматической роли  | Сара Чок                                                          | Номинация | [ 5 ]      |
| 2000 | Премия «Джемини» | Лучшая работа актера в продолжении главной драматической роли | Тед Атертон                                                       | Номинация | [ 5 ]      |

## Премьера
- Мировая премьера состоялась в 1998 году на кинофестивале в Торонто.
- В прокат в США фильм вышел ограниченным тиражом в сентябре 1998 года.
- Дистрибьютором в США выступила небольшая компания Legacy Releasing.
- Точная дата премьеры в России неизвестна. По имеющимся данным, фильм вышел на VHS в конце 90-х / начале 2000-х[1].